# Гомельская, Юлия Александровна
Юлия Александровна Гомельская (укр. Юлія Олександрівна Гомельська; 11 марта 1964, Саратов — 4 декабря 2016, Лиманский район,Одесская область) — украинский композитор и педагог, член Национального Союза композиторов Украины, лауреат Премии имени Бориса Лятошинского (2011).

## Биография
Окончила Одесскую консерваторию имени А. В. Неждановой (ныне Одесская национальная музыкальная академия имени А. В. Неждановой, Украина) по классу профессора Александра Красотова. Позже была награждена стипендией от Гилдхоллской школы музыки и театра для обучения в аспирантуре в классе профессора Роберта Сакстона. В 1996 защитила MMus степень с отличием в Лондонском городском университете .
Кандидат искусствоведения. Доцент Одесской национальной музыкальной академии имени А. В. Неждановой. Автор симфонической, балетной, камерной и вокальной музыки. Член Союза композиторов Украины (Національна Спілка Композиторів України) и Украинской секции ISCM — Международного общества современной музыки.
Участница международных фестивалей, включая Всемирные дни Международного общества современной музыки ISCM: (Загреб 2011, Швеция 2009, Швейцария 2004, Гонконг 2002, Люксембург 2000), XXVI Festival «TRIESTE PRIMA» (Италия, 2012), UNICUM Фестиваль, Любляна (Словения 2012), Турский цветник
(Франция, 2006), 48 la Biennale di Venezia 2004 (Италия 2004), FMF Schweiz 2000, 2002, 2003, 2009 (Швейцария), Spitalfields фестиваль 1996, 1997, Opera and Theatre Lab 1996, Mayfield фестиваль 2000 (Великобритания). Её сочинения исполнялись в таких концертных залах, как Wigmore Hall и Purcell Room (Лондон, 1998, 2001, 2002), «Gran Teatre del Liceu» (Барселона, 2002). В 2008 её балет «Jane Eyre» был поставлен Лондонским детским балетом в Peacock театр (Лондон).
Погибла в автокатастрофе.

## Награды
- the 1st prize at the 2nd International Composition Contest of Comines (Belgium, 2003),
- the 1st prize at the 35th Concours International de Chant Choral Florilege de Tours, France, 2006[10].
- Laureate of the Boris Liatoshyns’kyj Prize Лятошинский, Борис Николаевич (Лятошинский Борис Николаевич) of the Ukrainian Ministry for Culture and Arts (2011)[4].
- Laureate of Odessa Municipal Prize 2006[15].